# Plagiochila guttisquama
Plagiochila guttisquama là một loài rêu trong họ Plagiochilaceae. Loài này được Inoue & Grolle mô tả khoa học đầu tiên năm 1979.